# Le Grand (Californie)
Pour les articles homonymes, voir Le Grand.
Le Grand est une census-designated place du comté de Merced, dans l'État de Californie, aux États-Unis,. En 2020, elle compte une population de 1 592 habitants.